# Fédération de Somalie de football
La Fédération de Somalie de football (Somali Football Federation (en) SFF) est une association regroupant les clubs de football de Somalie et organisant les compétitions nationales et les matchs internationaux de la sélection de Somalie.
La fédération nationale de Somalie est fondée en 1951. Elle est affiliée à la FIFA depuis 1960 et est membre de la CAF depuis 1968.